# Байталлы
Байталлы́ (баш. Байталлы) — село в Кушнаренковском районе Башкортостана, административный центр Расмекеевского сельсовета.

## Географическое положение
Расстояние до:
- районного центра (Кушнаренково): 17 км,
- ближайшей ж/д станции (Уфа): 76 км.

## Население
| 2002 | 2009 | 2010 |
| ---- | ---- | ---- |
| 458  | ↗485 | ↘445 |

Национальный состав
Согласно переписи 2002 года, преобладающие национальности — башкиры (50 %), татары (46 %).

## Религия
В селе есть мечеть.

## Известные уроженцы
- Гатауллин, Забир Сабирович (род. 5 июня 1949) — заслуженный строитель РБ, Заслуженный строитель РФ[5].
- Кашфи Карипов (1892—1918) — башкирский поэт.